# Contraindicação
Em medicina, uma contraindicação é uma condição (situação ou fator) que serve como motivo para não se adotar determinado tratamento médico, devido ao dano que ele pode causar ao paciente. A contraindicação é o oposto de uma indicação, que é um motivo para utilizar determinado tratamento.
As contraindicações absolutas são aquelas em que não existem circunstâncias razoáveis para realizar determinada ação (ou seja, não se deve contrariar a proibição). Por exemplo:
- Crianças e adolescentes com infecções virais não devem receber aspirina devido ao risco de síndrome de Reye.[3]
- Uma pessoa com alergia alimentar anafilática nunca deve ingerir o alimento ao qual é alérgica.
- Indivíduos com hemocromatose não devem receber preparações com ferro.
- Alguns medicamentos são tão teratogênicos que são absolutamente contraindicados durante a gravidez; exemplos incluem talidomida e isotretinoína.

As contraindicações relativas referem-se a situações em que o paciente apresenta maior risco de complicações com o tratamento, mas esses riscos podem ser superados por outros fatores ou minimizados por outras medidas. Por exemplo, pessoas grávidas normalmente devem evitar raios X, mas o risco da radiografia pode ser compensado pelo benefício de diagnosticar (e então tratar) uma condição grave como a tuberculose.
Outro par de termos principais para contraindicações relativas versus contraindicações absolutas é advertências versus contraindicações, ou de forma semelhante, precauções versus contraindicações: esses pares são sinônimos entre si. A escolha entre um ou outro depende do padrão de nomenclatura adotado pelo manual de estilo de cada organização. Por exemplo, o Formulário Nacional Britânico utiliza o par advertências versus contraindicações, enquanto diversas páginas do CDC usam precauções versus contraindicações. A lógica por trás desses dois estilos é garantir que o leitor nunca fique confuso: a palavra contraindicação nesse uso é sempre entendida em seu sentido absoluto, permitindo uma desambiguação semântica clara.